# Эс-Сувайда

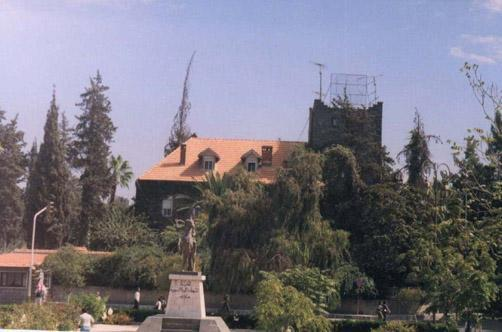
Городская площадь

Эс-Сувайда́, Эс-Суве́йда (также Сувейда́) (араб. السويداء‎, буквально араб. «чёрненький (городок)»‎) — город на юго-западе Сирии, административный центр мухафазы Эс-Сувайда, недалеко от границы с Иорданией. Основной город друзов в Сирии. Знаменита музеями византийской мозаики и римской дорогой, используемой и до сих пор. Узел автодорог. Центр сельскохозяйственного района (зерновые, овощи, бахчи, сады, виноградники). Пищевая промышленность.

## Археология

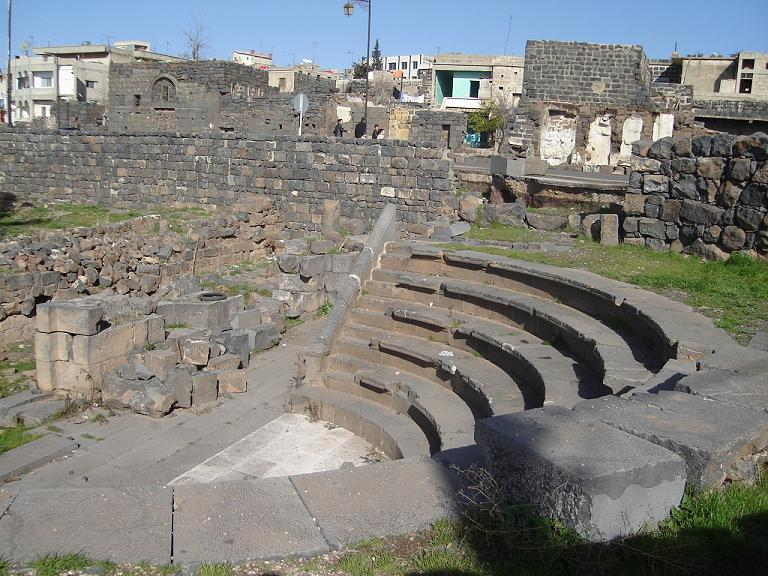
Римский театр

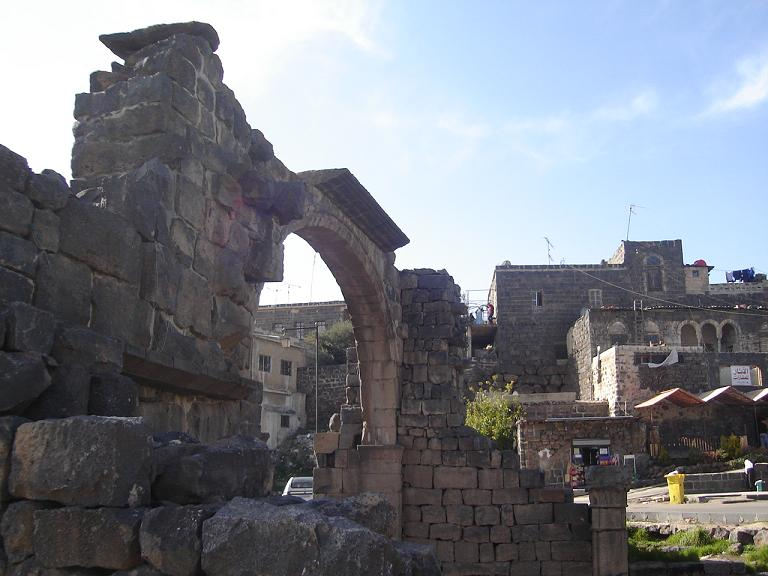
Арка более маленькой церкви

В Эс-Сувайде были проведены археологические раскопки набатейского, эллинистического, римского и византийского периодов. Наиболее значимые древние памятники: древнегреческая агора и остатки византийской церкви, датируемой VI веком, возможно церкви Святого Сергия. В городе сохранилось много домов римской эпохи, в которых до сих пор живут люди, скоро начнутся раскопки римского амфитеатра.

## История
Город был основан набатеями под названием «Суада» (чёрный), в эллинистический и римский периоды город назывался «Дионисиас», в честь Диониса, бога вина, так как город расположен в известном винодельческом районе.

## Население
Население города составляют, в основном, друзы. Есть также некоторое число православных христиан (Сувайда является центром Бострийской митрополии Антиохийской православной церкви). Население города в 2002 году составляло около 87 000 жителей.